# Эвкалипт перечный
Эвкалипт перечный (лат. Eucalyptus piperita) — вечнозелёные деревья, вид рода Эвкалипт (Eucalyptus) из семейства Миртовые (Myrtaceae).
В диком виде произрастает в штате Новый Южный Уэльс, Австралия. Культивируется на Черноморском побережье Кавказа.

## Ботаническое описание
Быстрорастущее вечнозеленое дерево.
Листья кожистые, цельнокрайные.
Цветки расположены в зонтиках, которые образуют кистевидные соцветия.
Плод — коробочка.

## Химический состав
В коре имеется более 40 % дубильных веществ.
В листьях, молодых побегах и цветочных бутонах содержится значительное количество эфирного (эвкалиптового) масла (0,6—2,5 %), в состав которого входят пиперитон (40—50 %) и L-α-фелландрен, пинен, цинеол, эвдесмол и сесквитерпеновые соединения, до 6 % дубильных веществ, горечи, смола, органические кислоты.

## Значение и применение
Эфирное масло используется в пищевой и фармацевтической промышленностях, а также в технике.
Эвкалиптовое масло служит отпугивающим средством от комаров и москитов. Так же оно применяется для ингаляций при заболеваниях дыхательных органов и для втираний при невралгии и ревматических болях. Отвар и настой листьев используют как противовоспалительное и антисептическое средство для промывания и примочек при гнойных ранах, язвах, эрозиях и язвах шейки матки, иногда как седативное.
Эвкалипт — отличное парковое дерево с ярко выраженными фитонцидными свойствами.
Его посадки осушают почву, понижают уровень грунтовых вод. Эвкалипты сыграли огромную роль в осушении и оздоровлении от малярии Колхиды с её заболоченными долинами реки Риони.

## Подвиды
В рамках вида выделяют несколько подвидов:
- Eucalyptus piperita subsp. piperita
- Eucalyptus piperita subsp. urceolaris (Maiden & Blakely) L. A. S.Johnson & Blaxell